# 魚沼線
魚沼線（日语：／ Uonuma sen */?）曾經是一條連結日本新潟縣三島郡越路町（現長岡市）來迎寺站至同縣小千谷市的西小千谷站，屬於日本國有鐵道的鐵路線（地方交通線）。
在1984年全線廢除。

## 路線資料
- 管轄：日本國有鐵道
- 路段（營業距離）：來迎寺－西小千谷 12.6公里
- 軌距：1067毫米
- 站數：5個（包括起點站）
- 複線路段：沒有（全線單線）
- 電氣化路段：沒有（全線非電氣化（日语：非電化））

## 使用車輛

### 改軌後
- KIHA40型・KIHA47型
- KIHA58型

### 輕便線時代
- 蒸氣機關車
  - KE120, KE121（魚沼鐵道引繼車。舊編號3, 4）
  - KE203（丹那隧道建設工程線轉入車）
  - KE240（福塩線轉入車）
- 客車
  - Kuroha220型 2輛(220, 221)
  - Keha370型 2輛(370, 371)
  - Kefuha310型 4輛(310 - 313)
  - Keni900形 1輛(900)
- 貨車
  - Kewa1520型 11輛(1520 - 1530)
  - Kewafu1810型 2輛(1810, 1811)
  - Keto720型 15輛(720 - 734)
  - Kefuto610型 2輛(610, 611)
  - Kechi150型 2輛(150, 151)

## 運行形態
每日的早晨和傍晚各有2对列车（周六的日间则为3对）运行于全线，此外亦有设定1对运行于来迎寺站‐片贝站的区间列车。

## 历史
鱼沼线原本作为鱼沼铁道的线路于1911年开通，系轨距762 mm的轻便铁路，同时亦是首条获得轻便铁道法许可的线路。然而，由于同该线在信浓川对岸并行的上越北线（现时的上越线）于1920年开业，同时设置了东小千谷站（现时的小千谷站），使得鱼沼铁道的旅客、货物皆被国铁分流，导致其由此转为亏损。原本鱼沼铁道预定在取得国铁的补偿后便废除，但后被收购并国有化，于1922年成为国铁鱼沼轻便线（同年改称鱼沼轻便线）。
由于鱼沼线的轨距并非国铁通用的1067 mm，按照国铁的惯例，此类特殊窄轨线应在被收购后立即改轨。然而，由于鱼沼线并非铁道敷设法所规定的预定线路，而重要程度也较低，因而并未立刻改轨，而是一直以762 mm的轨距运行。1944年，因太平洋战争激化，鱼沼线被指定为不要不急線停止运行，以提供金属。
在战后的1954年，鱼沼线在经过改轨后终于重新开始营业，同时部分区间的走向也发生了改变（尤其是起点的来迎寺周边的线路，终点站的西小千谷站也被迁移），实质上是废除了一部分旧线并新建了线路。
尽管鱼沼线终点的西小千谷站位于信浓川左岸（西侧），距离市街地较近，但由于右岸（东侧）的上越线和鱼沼线几乎全线并行，从小千谷站乘坐上越线可以直接前往长冈、新潟方向和高崎、东京方向，因此乘客大多并不会乘坐鱼沼线。此外，由于上越线拥有大量运行的特急、急行等优等列车，并且越后交通巴士亦运行自长冈站经来迎寺、片贝，连接至小千谷站，同鱼沼线大致并行的巴士线路，导致鱼沼线的亏损逐渐严峻，存在意义淡泊，乘客数量亦不断减少。
1968年，由于被列为赤字83線之一，國鐵諮問委員會向鱼沼线發出了廢止建議。其後，随着國鐵再建法于1980年颁布，鱼沼线被指定为第1次特定地方交通線，并于1984年全线废除。
廢止後由越後交通的巴士在上記路徑以約1小時間隔運行。另外，线路的一部分遗址后来被转用为新潟县道10号长冈片贝小千谷线。

### 年表
- 1910年（明治43年）
  - 5月12日: 取得临时许可证（三岛郡来迎寺村-同郡城川村之间）[2]。
  - 10月5日: 被指定为轻便铁路[3]。
- 1911年（明治44年）9月14日: 魚沼鐵道新來迎寺 - 小千谷 (13.1 km) 開業，全通。
- 1912年（明治45年）7月23日: 片貝、高梨、小粟田原、平澤停留場升格为車站。
- 1913年（大正2年）
  - 1月23日: 片貝 - 高梨区间新设池津站。
  - 6月4日: 废除池津站的旅客运输营业。[4]
- 1914年（大正3年）11月1日: 池津站废除。[5]
- 1915年（大正4年）10月25日: 在新來迎寺 - 片貝区间新設八岛停留场[6]。
- 1917年（大正6年）2月1日: 废除八島停留場[7]。
- 1918年（大正7年）4月18日: 取得铁道许可证（三岛郡来迎寺村-同郡深才村之间）[8]。
- 1919年度: 铁道敷设权（三岛郡来迎寺村-同郡深才村之间）转让至長岡鐵道[9]。
- 1922年（大正11年）
  - 6月15日: 魚沼鐵道被買收・國有化 來迎寺 - 小千谷 (13.1km) 成為魚沼輕便線。新來迎寺廢止，與來迎寺站統合。此外国铁继承2辆机车、9辆客车车厢、32辆货车车厢[10]。三等车厢的车费由29钱下降至23钱[11]。
  - 9月2日: 輕便鐵道法廢止，改名魚沼線[12]。
- 1932年（昭和7年）7月15日: 小千谷改名为西小千谷[13]。
- 1944年（昭和19年）10月16日: 全線 (13.1 km) 休止、片貝・高梨・小粟田原・平澤・西小千谷站休止[14]。
- 1950年（昭和25年）12月15日: 来迎寺 - 片贝开始作为货物专用侧线运行（实则恢复运行）[15]。
- 1954年（昭和29年）8月1日: 全線由762mm改為1067mm、來迎寺 - 西小千谷 (12.6km) 營業再開、片貝、高梨、小粟田（小粟田原）、西小千谷站恢复营业。
- 1956年（昭和31年）11月1日: 开始运行柴联车[16]。
- 1960年（昭和35年）3月15日: 片貝 - 西小千谷 (8.9 km) 貨物營業废除。
- 1970年（昭和45年）10月: 不再运行蒸汽机车[17]。
- 1974年（昭和49年）10月1日: 來迎寺 - 片貝 (3.7 km) 貨物營業废除。
- 1981年（昭和56年）9月18日: 被指定为第1次特定地方交通線。
- 1984年（昭和59年）4月1日: 全線 (12.6 km) 廢止、轉為越後交通巴士路線[18]

## 車站列表
接續路線的公司名、所在地以魚沼線廢除時為準。所有車站都位於新潟縣。
| 中文站名 | 日文站名 | 英文站名 | 站間距離 | 營業距離 | 接續路線                                | 所在地       |
| -------- | -------- | -------- | -------- | -------- | --------------------------------------- | ------------ |
| 來迎寺   |          |          | -        | 0.0      | 日本國有鐵道：信越本線 越後交通：長岡線 | 三島郡越路町 |
| 片貝     |          |          | 3.7      | 3.7      |                                         | 小千谷市     |
| 高梨     |          |          | 3.7      | 7.4      |                                         | 小千谷市     |
| 小粟田   |          |          | 2.5      | 9.9      |                                         | 小千谷市     |
| 西小千谷 |          |          | 2.7      | 12.6     |                                         | 小千谷市     |

## 轶事
在鱼沼线决定废除后，国铁发售了纪念车票。但在发售后不久，车票上的片贝站插图被发现有错误，购买者和当地因此向国铁索赔。最终，修正后的车票直到鱼沼线废除前一日的1984年3月30日才开始发售，因此该车票最终仅售卖了两天。该事亦被当地的新潟日报等媒体大肆报道。

## 關連項目
- 日本已停用鐵路線列表

## 注腳
1. ↑  国鉄監修 交通公社の時刻表 1983年8月
2. ↑  「私設鉄道株式会社仮免許状下付」『官報』1910年5月19日]（国立国会図書館デジタルコレクション）
3. ↑  （国立国会図書館デジタルコレクション）
4. ↑  「軽便鉄道旅客取扱廃止」『官報』1913年6月13日（国立国会図書館デジタルコレクション）
5. ↑  「軽便鉄道停車場廃止」『官報』1914年11月14日 （页面存档备份，存于）（国立国会図書館デジタルコレクション）
6. ↑  「軽便鉄道停留場設置」『官報』1915年10月28日 （页面存档备份，存于）（国立国会図書館デジタルコレクション）
7. ↑  「軽便鉄道停留場廃止」『官報』1917年2月7日 （页面存档备份，存于）（国立国会図書館デジタルコレクション）
8. ↑  「軽便鉄道免許状下付」『官報』1918年4月19日 （页面存档备份，存于）（国立国会図書館デジタルコレクション）
9. ↑  大正8年度』 （页面存档备份，存于）（国立国会図書館デジタルコレクション）
10. ↑  [974246/104 『鉄道省鉄道統計資料. 大正11年度』]（国立国会図書館デジタルコレクション）
11. ↑  『汽車汽船旅行案内』大正10年8月号、大正12年7月号（復刻『明治大正時刻表』新人物往来社、1998年）
12. ↑  「鉄道省告示第109号」『官報』1922年9月2日（国立国会図書館デジタルコレクション）
13. ↑  [Template:国立国会図書館デジタルコレクションNDLDC 「鉄道省告示第205号 」『官報』 第1645号（1932 1932年6月25日]（国立国会図書館デジタルコレクション）|format=EXTERNAL}}<
14. ↑  「運輸通信省告示第483号」『官報』1944年10月5日（国立国会図書館デジタルコレクション）
15. ↑  见昭和25年12月12日新潟日报
16. ↑  . 交通新聞 (交通協力会). 1956-10-28: 2.
17. ↑  「国鉄蒸気線区別最終運転日一覧」『Rail Magazine 日本の蒸気機関車』1994年1月号増刊

## 外部連結
- 上越線に翻弄された魚沼線の歴史 （页面存档备份，存于）